# Guardia Real Sueca
La Guardia Real Sueca o guardia en los castillos de Estocolmo y Drottningholm (en sueco: Högvakten) es la fuerza de alta guardia dentro de las Fuerzas Armadas suecas que custodian el castillo de Estocolmo y el castillo de Drottningholm, y es la guardia honoraria del jefe de Estado y la familia real . Al mismo tiempo, la guardia es parte de la preparación militar en Estocolmo.
La Guardia Real normalmente se divide en dos partes, la guardia principal estacionada en el Palacio de Estocolmo y un destacamento más pequeño en el Palacio de Drottningholm . Las unidades de la Guardia Real han vigilado continuamente a la familia real sueca en Estocolmo desde 1523.
- Datos: Q2983823
- Multimedia: Högvakten / Q2983823